# Sojusz Centrowy
Sojusz Centrowy (fr. Alliance centriste, AC) – francuska centrowa partia polityczna, działająca od 2009.

## Historia
Powołanie ugrupowania związane było z następstwami rozwiązania centrowej Unii na rzecz Demokracji Francuskiej w 2007. Formalnie UDF zaprzestała działalności w związku z utworzeniem Ruchu Demokratycznego, jednak część jej członków przystąpiła do prorządowego Nowego Centrum, część pozostała bezpartyjna (w tym znaczna grupa senatorów z grupy Unii Centrystów).
W 2008 Jean Arthuis, który wystąpił z Ruchu Demokratycznego, zainicjował powołanie organizacji politycznej pod nazwą Zgromadzenie Centrystów (Rassembler les centristes). Pierwszy apel, nawołujący do jednoczenia się środowisk centrowych, podpisało m.in. kilkunastu senatorów (w tym należący do NC i MoDem) i czterech europosłów. Jean Arthuis został przewodniczącym stowarzyszenia, zaś stanowisko sekretarza generalnego objął Thierry Cornillet.
Na kongresie 27 czerwca 2009 na podstawie tej organizacji powołaną partię polityczną pod nazwą Sojusz Centrowy. Akces do tego ugrupowania zgłosiła tylko część założycieli Zgromadzenia Centrystów, w tym 4 senatorów i 2 posłów stowarzyszonych z frakcją Nowego Centrum. Obaj deputowani w 2012 uzyskali poselskie reelekcje. W 2012 partia przystąpiła do federacyjnej Unii Demokratów i Niezależnych. W 2016 na czele ugrupowania stanął poseł Philippe Folliot; w 2017 lider AC utrzymał mandat w Zgromadzeniu Narodowym, w tym samym roku partia formalnie wystąpiła z UDI. W trakcie kadencji do sojuszu wstąpiło kilku posłów, w 2022 partia wprowadziła do niższej izby parlamentu dwóch swoich przedstawicieli. W 2024 związany z AC Jean-François Portarrieu uzyskał reelekcję jako kandydat partii Horizons.